# Сант'Олчезе
Сант'Олчезе (итал. Sant'Olcese) је насеље у Италији у округу Ђенова, региону Лигурија.
Према процени из 2011. у насељу је живело 363 становника. Насеље се налази на надморској висини од 179 м.

## Становништво
Према резултатима пописа становништва 2011. у општини је живело 5.911 становника.
| 1936. | 1951. | 1961. | 1971. | 1981. | 1991. | 2001. | 2011. |
| ----- | ----- | ----- | ----- | ----- | ----- | ----- | ----- |
| 4.770 | 5.233 | 5.127 | 5.513 | 6.731 | 6.478 | 5.983 | 5.911 |

## Партнерски градови
- Martorelles, Марторељ